# Miguel Rojas (beisbolista)
Miguel Elías Rojas Naidernoff (Los Teques, estado Miranda, 24 de febrero de 1989) es un beisbolista profesional venezolano, que se desempeña principalmente en el campocorto de Los Ángeles Dodgers en Grandes Ligas de Béisbol (MLB). Anteriormente jugó para Miami Marlins.

## Carrera profesional

### Los Ángeles Dodgers
Rojas fue firmado por los Cincinnati Reds, como agente libre amateur, en 2006 y jugó en su sistema de ligas menores hasta 2012, llegando hasta los AAA Louisville Bats para terminar la temporada 2012. Se unió a la organización de los Dodgers en 2013 y jugó para los Chattanooga Lookouts en la clase AA Southern League, donde bateó .233 en 130 partidos. En 2014, recibió una invitación para los entrenamientos de primavera de las Grandes Ligas, donde se le dio la oportunidad de competir por el puesto vacante de segunda base. Los Dodgers lo asignaron a AAA Albuquerque Isotopes para comenzar 2014, donde bateó .302 en 51 juegos.

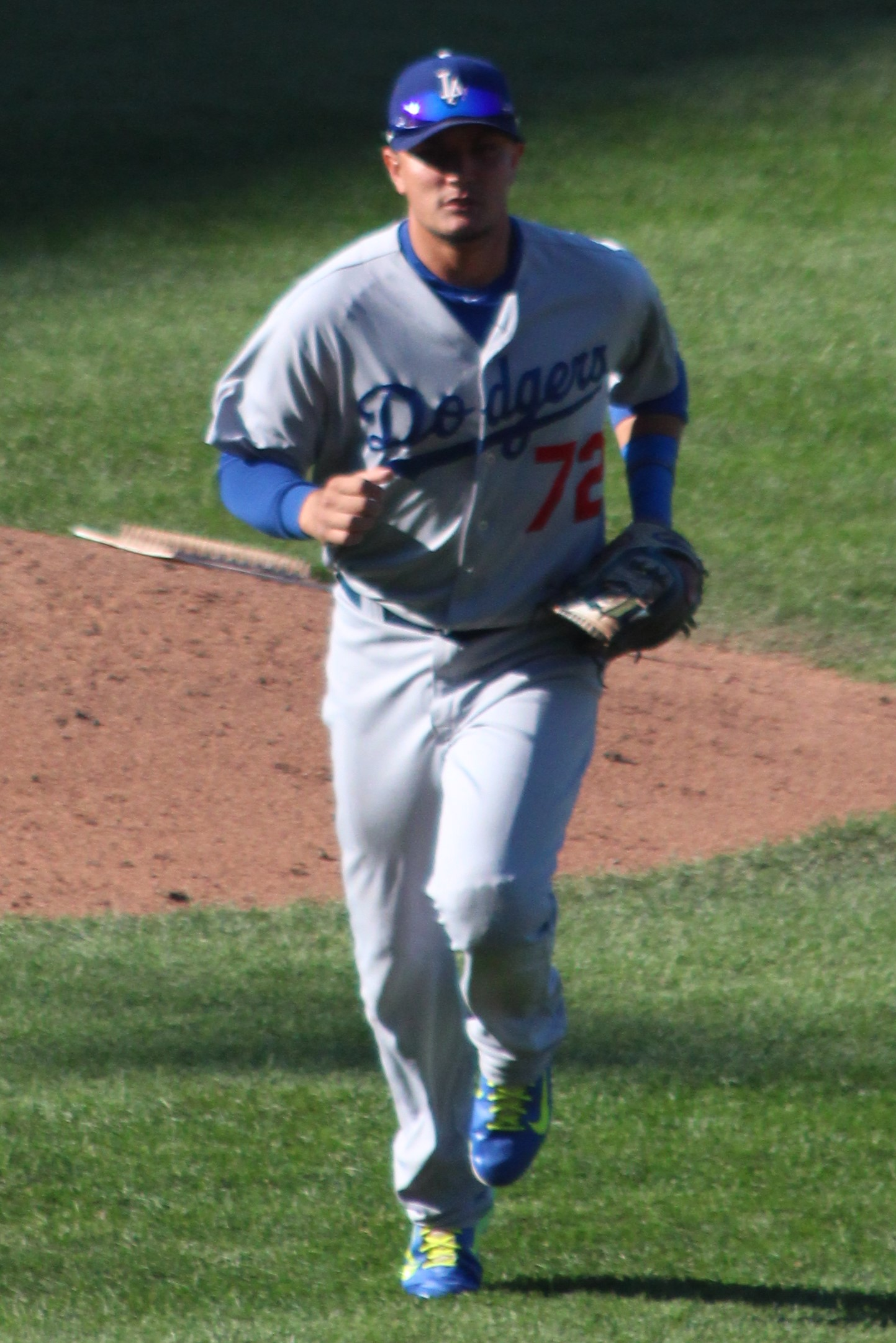
Rojas con el Los Ángeles Dodgers en 2014

Rojas fue llamado a las mayores por primera vez por los Dodgers el 6 de junio de 2014, e hizo su debut como reemplazo defensivo en la última entrada. Su primer hit fue un sencillo ante Matt Belisle de los Colorado Rockies en su primera apertura, el 8 de junio de 2014.
Rojas terminó la temporada regular de 2014 con un promedio de bateo de .181 con 1 jonrón y 9 carreras impulsadas en 85 juegos. Con frecuencia reemplazó a Hanley Ramírez en el campocorto al final de los juegos con fines defensivos. El 18 de junio, realizó con éxito una jugada defensiva extremadamente difícil para preservar un juego sin hits lanzado por Clayton Kershaw en la séptima entrada.

### Miami Marlins
El 10 de diciembre de 2014, Rojas fue cambiado a los Marlins de Miami, junto con Dee Gordon y Dan Haren, a cambio de Andrew Heaney, Chris Hatcher, Austin Barnes y Enrique "Kiké" Hernández . En 2015, Rojas bateó .282/.329/.366 con 1 jonrón y 17 carreras impulsadas en 142 turnos al bate en 60 juegos. Esto le valió a Rojas más tiempo de juego la próxima temporada, pues apareció en 123 juegos, con cifras ofensivas de .247/.288/.325 con 1 jonrón y 14 carreras impulsadas.
En 2017, Rojas se perdió 62 partidos debido a una fractura en el pulgar, pero aún apareció en 90 juegos y logró batear para .290.361/.375 con 1 jonrón y 26 carreras impulsadas en 272 turnos al bate. También lideró a todos los campocortos de la Liga Nacional en septiembre y octubre con un promedio de bateo de .354 y un OPS de .948. En 2018, Rojas estableció récords personales en casi todas las categorías ofensivas; juegos (153), carreras (44), hits (123), jonrones (11), carreras impulsadas (53) y bases robadas (6).
En 2019, Rojas bateó .284/.331/.379, con la estadística de poder aislado (ISO) más baja de la Liga Nacional (.095). El 23 de septiembre de 2019, Rojas acordó un nuevo contrato de dos años con los Marlins, por un valor de $ 10,25 millones. A fines de julio de 2020, Rojas dio positivo por COVID-19 . A pesar de dar positivo, se asoció con la empresa Stadium Custom Kicks durante la temporada 2020, marcando la asociación como Miggy's Locker . La asociación permitió a Rojas diseñar tacos hechos a medida para expresar su pasión por los zapatos y el baloncesto. En general, en 2020, los números de bateo de Rojas fueron los más altos de su carrera .304/.392/.496 junto con 4 jonrones y 20 carreras impulsadas.
Para la temporada 2020, bateó .304 con 4 vuelacercas, 10 dobles y 20 carreras impulsadas en 40 juegos. Comenzó la temporada conectando 7 imparables en sus primeros 10 turnos, con jonrón, doble, triple y 5 remolcadas antes de pasar a la Lista de Lesionados el 4 de agosto. Cuando volvió al roster activo, en su primer turno al bate conectó un jonrón de tres carreras contra Patrick Corbin de Washington en la segunda entrada en el Nationals Park. Además, en la postemporada de esa campaña, conectó hits en cada uno de sus primeros tres juegos, incluyendo un jonrón en la segunda entrada del Juego 1 de la Serie Divisional contra Atlanta, ante Max Fried. Fue nominado para el Guante de Oro como campocorto al final de la temporada después de cometer solo tres errores en 165 oportunidades (.982). Los Marlins también lo nominaron al Premio Roberto Clemente 2020.
En 2021, Rojas vio acción en 132 juegos, conectó 131 hits, y empujó 48 carreras, 13 bases robadas y 37 bases por bolas, el máximo de su carrera. El 28 de octubre de 2021, los Marlins firmaron a Rojas con una extensión de contrato por dos años por valor de $ 10 millones. Fue ganador por los Marlins del premio MLBPAA Heart and Hustle para la temporada 2021. El galardón honra a los jugadores activos que demuestran una pasión por el juego y encarnan mejor los valores, el espíritu y las tradiciones del juego.

### En el béisbol invernal
Rojas forma parte de la plantilla de los Tiburones de la Guaira, en la Liga Venezolana de Béisbol Profesional. Debutó en el round robin de la temporada 2008-2009 bateando de 3-1 con una carrera anotada en la victoria 6-0 contra los Caribes de Anzoátegui. Ha visto acción en 9 temporadas, todas con el equipo del litoral, y ha dejado cifras ofensivas de .264, con 216 imparables, 103 anotadas, 60 empujadas y 14 bases robadas.

## Vida personal
- Casado con Mariana Rojas Gamboa; tienen un hijo, Aaron Elías y una hija, Amber Lucia.[16]
- Rojas cambió su número del 19 al 11 para la temporada 2022 en honor a su abuelo, quien falleció durante la temporada baja. Rojas usó 11 cuando era niño en Venezuela, donde su abuelo le inculcó el amor por el béisbol.[16]

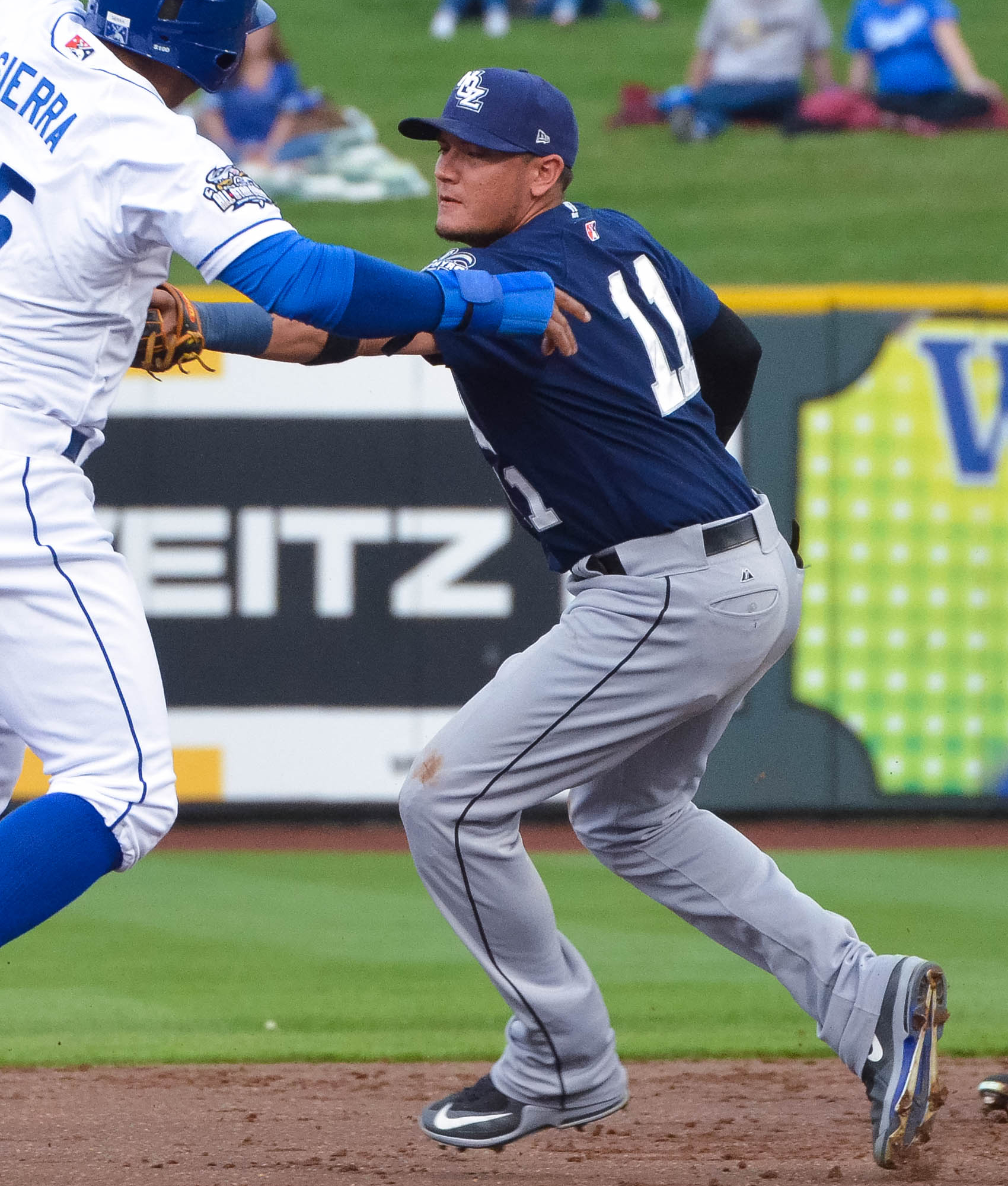
Rojas jugando para los New Orleans Zephyrs, afiliados triple A de los Miami Marlins, en 2015